# Verdelho

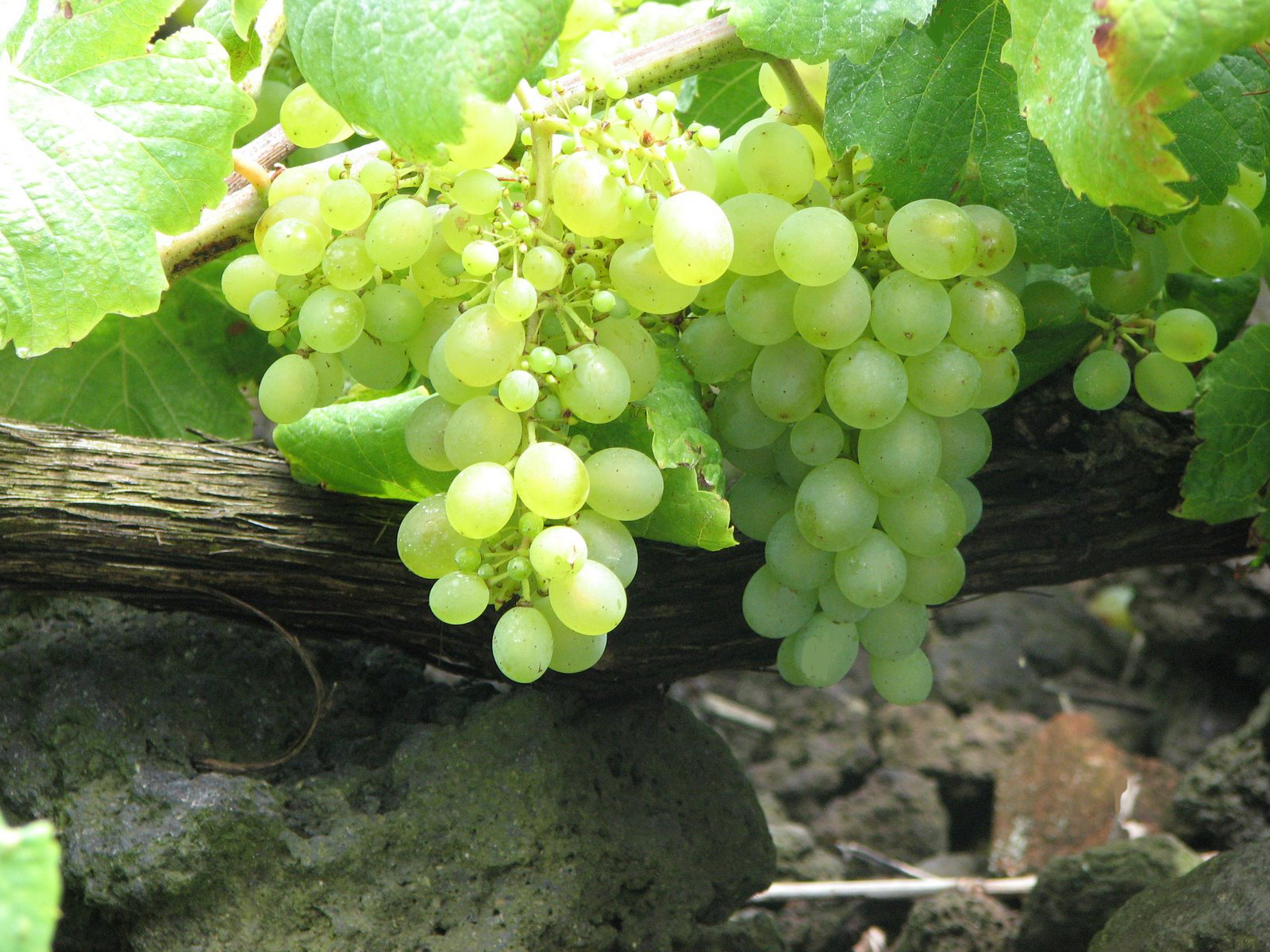
Verdelho-druiventros

De Verdelho is een witte druif waarvan droge witte wijnen worden gemaakt, maar vooral Madeira
Van deze druif worden medium dry Madeira's gemaakt doordat ze een relatief wat hoger suikergehalte heeft. De druif is vroeg rijp. 
De Verdelho komt voor in Portugal, Australië en Nieuw-Zeeland. Op Madeira komt ze met name aan de zuidkant van het eiland voor en op enkele beschutte plekken aan de noordkant. 

## Synoniem
- Gouveio